# Tambon Si Don Mun
Tambon Si Don Mun (Thai: ศรีดอนมูล) is een tambon in de amphoe Chiang Saen in de changwat Chiang Rai. De tambon telde in 2005 8.120 inwoners en bestaat uit 14 mubans.